# 快活林
《快活林》是1972年張徹導演的香港武侠片，由狄龙、朱牧領銜主演；影片根据《水浒传》中的武松杀死西门庆之后发配到孟州，后上二龙山的故事进行改编。

## 劇情簡介
在武松为兄报仇后，审判官出于对他的同情，于是将他发配到孟州。而到孟州的途中，他又意外的遇到了张青和孙二娘。等到了孟州后，他却又受到了官营施恩父子的优待。后經过询问，得知蒋门神霸占了施恩所建设的店铺，为了报恩，武松决定靠着自己的实力去夺回施恩建设的店铺。虽说他夺了回来，但是之后却被蒋门神和其上司张团练的陷害，于是他决定复仇，复仇成功后化身为行者，并往二龙山走去。

## 演员表
- 狄龙 饰 武松
- 朱牧 饰 蒋门神
- 王光裕 饰 张青
- 于枫 饰 孙二娘
- 田青 饰 施恩
- 姜南 饰 张都监
- 蓝伟烈 饰 张团练
- 刘家荣 饰 西门庆
- 江玲 饰 玉兰
- 郭竹卿 饰 蒋门神妻子[2]

## 相關連結
- 豆瓣电影《快活林》的资料 （页面存档备份，存于）
- 互联网电影数据库（IMDb）上《快活林》的资料（英文）
- allmovie链接 （页面存档备份，存于）